# Love FM Top 40
LOVE FM Top 40(ラブエフエム トップフォーティー）はLOVE FMで放送しているカウントダウン番組である。

## 概要
LOVE FMで遅くとも2002年9月頃から放送されている（公式サイトで確認）。九州主要CDショップやLOVE FM全番組のオンエア回数及びリクエスト数をポイント計算し、ランキング化されたものが1時間に10曲のペースで発表される。

## オンエア楽曲
LOVE FMは外国語放送局であるため、チャートにランクインする音楽は洋楽がほとんどの割合を占め、邦楽は多いときでも5曲程度である。また、邦楽が10位以上にランクインすることも非常に少ない。

## 放送時間
もともとは土曜の夕方に放送されていたが、2011年に金曜に移動した。さらに2013年4月からは、日曜に移動した。
- 2009年9月以前 毎週土曜午後4時から午後8時まで
- 2009年10月～ 毎週土曜午後3時から午後7時まで
- 2011年4月～ 毎週金曜午後3時から午後8時まで（3時から7時までをカウントダウン、7時から8時までをOver Time With KEESH（フリートーク･クラブミックスコーナー）として放送。
- 2012年4月～ 毎週金曜午後3時から午後7時まで
- 2013年4月～ 毎週日曜午後3時から午後7時まで
- 2019年4月～ 毎週日曜午後3時から午後7時まで（GOGO競馬サンデー!を放送する場合は午後4時開始）

## パーソナリティー
伝統的にバイリンガルAJが番組に採用されている。
- Duncan 2019年10月〜

### 過去のパーソナリティー
担当年月が分かるものはそれも記載する。2010年10月から2011年2月の間は、AJが固定されておらず、毎週違うAJが番組を放送していた。
- 2013年4月〜2019年9月（７年半）Tk
- 2012年10月〜2013年３月（６ヶ月）Anna
- 2011年2月〜2012年10月（１年８ヶ月）Keesh
- 2010年10月〜2011年2月（５ヶ月）Rhea
- 2009年4月〜2010年９月（１年半）Dominic
- MEG 初代 AJ